# Brian Jenkins (nedador)
Brian Jenkins   (Bridgend, 20 de juny de 1943 - Swindon, 24 de desembre de 2017) fou un nedador gal·lès, especialista en papallona, que va competir durant les dècades de 1950 i 1960.
En el seu palmarès destaca una medalla de plata en els 200 metres papallona al Campionat d'Europa de natació de 1962, rere el soviètic Valentin Kuzmin. A nivell nacional guanyà tres campionats de l'ASA dels 200 papallona (1961, 1962 i 1963) i el de les 440 iardes estils de 1963.
El 1964 va prendre part en els Jocs Olímpics d'Estiu de Tòquio, on va disputar dues proves del programa de natació. Fou vuitè en els 4x100 metres estils, mentre en els 200 metres papallona quedà eliminat en sèries.